# Jaffa (Film)

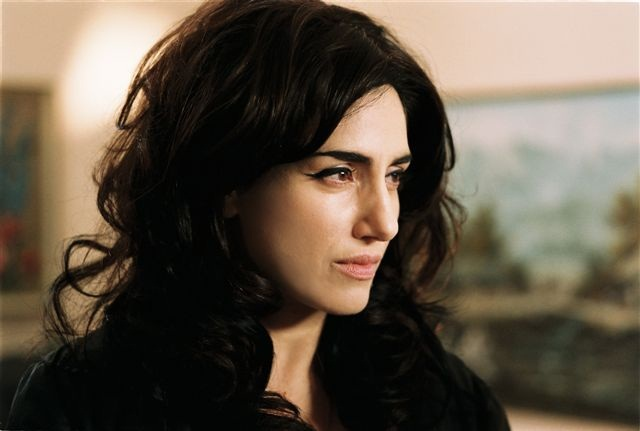
Ronit Elkabetz in Jaffa

Jaffa (die gleichnamige Stadt trägt den Beinamen „Braut des Meeres“) ist ein Film der israelischen Regisseurin Keren Yedaya und erzählt von einer „verbotenen“ Liebe zwischen einer Jüdin und einem Araber. Die mit deutsch-französischer Beteiligung entstandene Produktion von 2009 lief im gleichen Jahr in Cannes außerhalb des Wettbewerbs.

## Handlung
Die 21-jährige Mali ist die Tochter des jüdischen Autowerkstattbesitzers Reuven Wolf, der neben ihr und seinem Sohn Meir auch zwei Araber beschäftigt: Hassan und dessen Sohn Toufik. Häufigster Anlass für Spannungen in der Werkstatt und in der Familie Wolf ist das Verhalten Meirs. Als designierter Erbe des kleinen Familienbetriebs beansprucht er Privilegien und leistet zugleich so gut wie nichts, wird allerdings auch als „Versager“ abgestempelt, insbesondere von seiner Mutter, einer verwöhnten, launenhaften Hausfrau. Ein anderer Konfliktstoff ist der Familie jedoch verborgen: Mali und Toufik sind ein Paar. Seit Kindheitstagen befreundet, treffen sie sich nachts insgeheim; Mali ist zudem schwanger, und sie planen eine heimliche Hochzeit auf Zypern. Am Morgen des bewussten Tages aber zettelt Meir (nach einem Rauswurf und einer durchzechten Nacht) einen Streit mit Toufik an, stürzt unglücklich und verstirbt im Krankenhaus. Toufik wird wegen Totschlags zu einer mehrjährigen Haftstrafe verurteilt. Mali entschließt sich zur Abtreibung, lässt den Termin jedoch verstreichen. Ihren Eltern sagt sie, das Kind sei von einem verheirateten Mann, und animiert sie dazu, gemeinsam wegzuziehen. Von Toufik sagt sie sich los; in einem Brief teilt sie ihm mit, sie habe abgetrieben.
Neun Jahre später wird Toufik vorzeitig entlassen. Er kehrt in den Schoß seiner Familie zurück, nimmt aber sofort Kontakt zu Mali auf und bittet sie, ihn „nur ein Mal“ noch zu treffen. Das schafft sie zwar erst im zweiten Anlauf, konfrontiert ihn jedoch sofort mit der vollen Wahrheit. Das verkraftet er nicht und fährt weg. Nun entschließt sich Mali, ihren Eltern zu enthüllen, wer der Vater ihrer Tochter Shiran ist. Sie macht sich mit ihr heimlich davon und hinterlässt den Eltern einen Brief. Von ihnen schon am Folgetag aufgespürt, kommt es zur Konfrontation und zum Bruch; der letzte Satz der Mutter ist: „Du hast diese Familie zerstört.“
Das Schlussbild zeigt Mali und Shiran am Strand; sie erwarten Toufik, der sich beiden vorsichtig nähert.

## Hintergrund
„Ich wollte einen politischen Film über Israel und Palästina machen. Aber ich wollte ein größeres Publikum ansprechen als es das ‚politische Kino‘ normalerweise vermag. Ich war ernsthaft davon überzeugt, dass man ein subversives Kunstwerk schaffen könne, ohne dabei auf ein breites Publikum verzichten zu müssen.“ Keren Yedaya

## Kritik
„Dicht inszenierter und gespielter Film, der den Konflikt im Nahen Osten auf einen Familienbetrieb fokussiert.“

„Problematisch sind nur die letzten Minuten des Films, in denen das Drehbuch offengebliebene Fragen mit etwas zu viel Erklärungsdruck zu beantworten sucht. Dessen ungeachtet ist Keren Yedaya hier ein weiterer Film gelungen, der einfühlsam und realistisch vom Leben am unteren gesellschaftlichen Rand erzählt und zugleich ohne Weichzeichner die zaghafte Utopie einer Liebe über Feindesgrenzen hinweg entwirft.“

„Jaffa ist ein sehr intelligent gemachtes politisches, aber auch soziales Statement, das gleichzeitig betrübt wie auch Hoffnung gibt. Ein wichtiger Beitrag, über den man reden sollte. Letztendlich ist dies genau das, was im Film nicht gemacht wird. Und die Unfähigkeit zur Kommunikation ist, was Yedaya am meisten anprangert.“